# Słowo Polskie (Lwów)
Słowo Polskie – polska gazeta, wydawana od 1895 do 1934 roku we Lwowie.

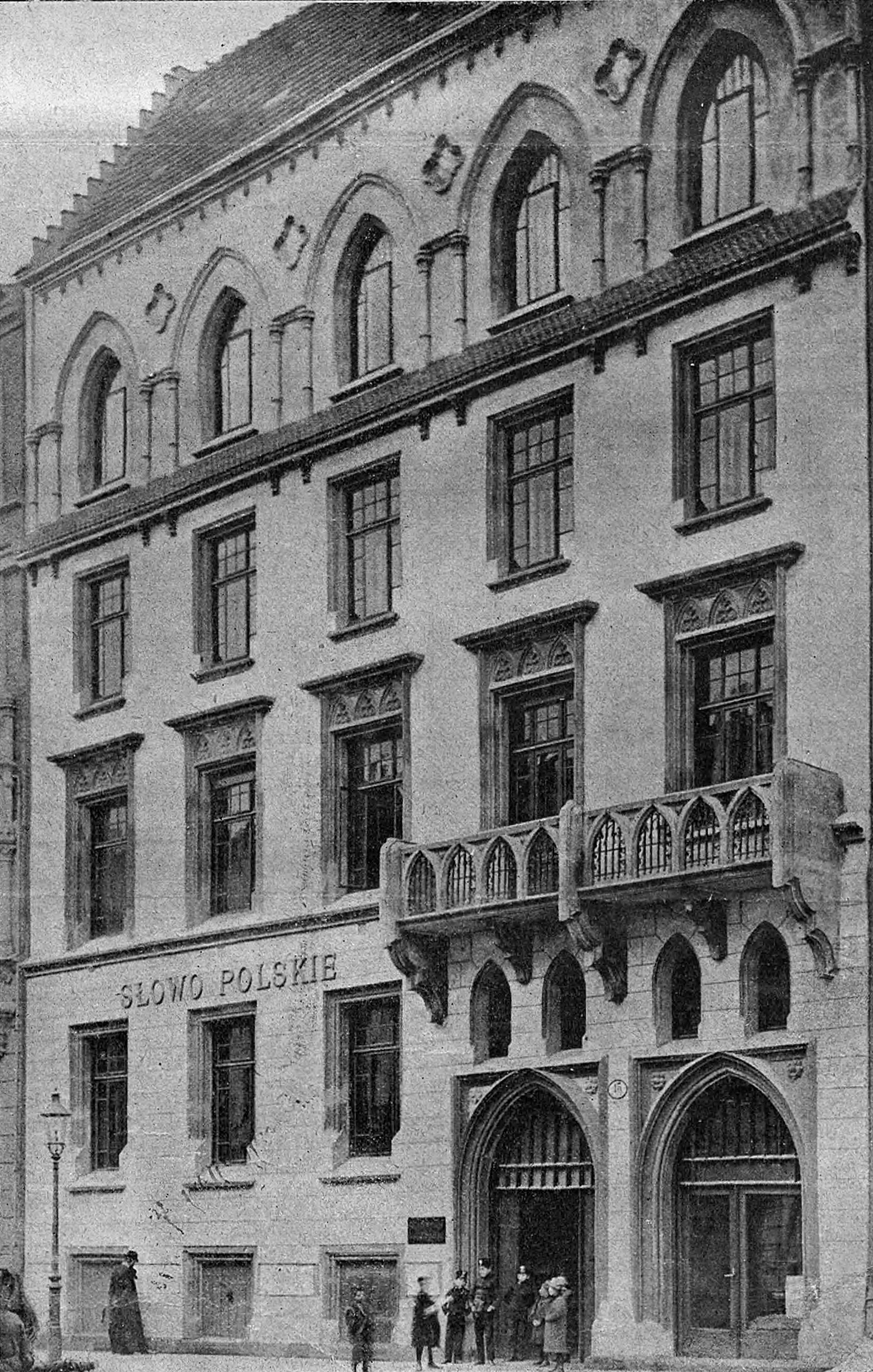
Siedziba „Słowa Polskiego” od 1908

## Historia
„Słowo Polskie” rozpoczął wydawać Stanisław Szczepanowski we Lwowie, w drukarni przy ul. Chorążczyzny. Redakcja mieściła się przy ul. Zimorowicza. Główną zaletą tego lwowskiego czasopisma endeckiego było to, że unikało ono przedruków i opierano się na wiadomościach otrzymywanych telefonicznie lub telegraficznie z kraju i z zagranicy, najczęściej z Wiednia. „Słowo” miało swój udział w wylansowaniu laureata literackiej nagrody Nobla drukując powieść „Chłopi” już w 1902 roku. Był to dziennik Stronnictwa Demokratyczno-Narodowego, które cieszyło się poparciem przemysłowców, handlowców, urzędników prywatnych i duchowieństwa i sfer uniwersyteckich, oraz sporych zastępów młodzieży. Zwolennicy popierali „Słowo”, nie tylko ze względów ideologicznych, ale i patriotycznych, narodowych, a także z powodu wesołości, jaką w swoich utworach dostarczał lwowski poeta Jan Zahradnik.
Głównym wydawcą tego czasopisma był inżynier, nafciarz i przemysłowiec Wacław Wolski (od 1863 do 1922 roku). Był znanym nie tylko z finansowania „Słowa Polskiego”, ale ceniono go za patriotyzm. W 1918 roku brał czynny udział w obronie Lwowa. Żona Wacława – Maryla Wolska z Młodnickich pochodziła z rodziny o tradycjach patriotycznych. Często drukowała swoje wiersze w tym czasopiśmie, podpisując się „D-mol”. Ich córka Beta Wolska po mężu Obertyńska również często drukowała wiersze w czasopiśmie ojca. Redaktorem Naczelnym „Słowa Polskiego” we Lwowie był wtedy Zygmunt Wasilewski (od 1902 do 1915 r.), który zrezygnował z funkcji naczelnego w „Głosie”. On to spowodował, że ze „Słowem” liczono się powszechnie. Jego artykuły wstępne podpisywane „Digamma” poruszały sprawy naczelne i najważniejsze, a nie regionalne. Wykształcił on takich dziennikarzy jak; Tadeusza Opiołę, Hieronima Wierzyńskiego, Witolda Tranda i Jerzego Bandrowskiego.
W 1908 całe wydawnictwo „Słowa Polskiego” przeniosło się z domu naftowego do własnego gmachu przy ul. Zimorowicza 11–15. Po zajęciu Lwowa we wrześniu 1914 roku redakcja Słowa zajęła stanowisko prorosyjskie. Po odbiciu Lwowa w czerwcu 1915 roku przez wojska austriackie redakcja uciekła do Rosji, a wydawanie pisma zawieszono do 1918 roku.
Ukazywały się tu artykuły m.in. Jana Kasprowicza i debiutującego na łamach pisma Mariana Promińskiego w dziale literackim, Kornela Makuszyńskiego i Jana Zahradnika w dziale plastyki i teatru, Zygmunta Janiszewskiego – jednego z pierwszych dziennikarzy sportowych w Polsce, wspomaganego stałymi współpracownikami, a wśród nich m.in. Władysław Reymont, Henryk Sienkiewicz, Kazimierz Tetmajer, Leopold Staff, Jerzy Żuławski, Adam Grzymała-Siedlecki, Maryla Wolska, Gabriela Zapolska, Aleksander Medyński. Codzienne satyryczne wiersze zamieszczał tu Jan Zahradnik. W 1921 roku redaktorem naczelnym był Wacław Mejbaum, a w 1923 Stanisław Grabski, a tuż przed przewrotem majowym Roman Kordys, a wydawcą Władysław Kucharski. W czasopiśmie publikowała też Zofia Gostomska. Po wyborach do Sejmu, Słowo przerwało działalność. Po przewrocie majowym w 1926 roku i aresztowaniu członków SN na rozkaz Józefa Piłsudskiego, redaktorem naczelnym został Wilhelm Antoni Skrzyczyński i „Słowo” zmieniło swój profil zaczynając popierać sanację. Zarząd nad pismem przejął Zespół Stu, który był lwowską secesją Narodowej Demokracji. Spowodowało to odpływ części współpracowników i prenumeratorów. Pismo zaczęło mieć problemy finansowe. W 1933 roku Słowo połączyło się z Gazetą Lwowską co nie zapobiegło jego likwidacji w 1934 roku.
Podczas okupacji od 1943 do sierpnia 1946 był we Lwowie wydawany w konspiracji tygodnik „Słowo Polskie”, który nawiązywał do popularnego pisma. Podziemne „Słowo Polskie” drukowano nocą w lokalu biura tłumaczeń języków obcych należącego do Bolesława Czuruka, a mieszczącego się przy placu Akademickim 1.